# Figment
『Figment』（フィグメント）は、デンマークのインディーゲームスタジオBedtime Digital Gamesが開発したアクションパズルゲーム。
人間たちの潜在意識により形成された奇妙な世界を舞台に、住人のダスティー（Dusty）が相棒の鳥・パイパー（Piper）とともに冒険を繰り広げる。穏やかな世界に恐怖をばら撒き変質させようとする「悪夢」たちを追いながら、ダスティーは敵との戦闘や様々な謎解きを行い攻略を進めていく。

## システム
拠点の「大脳シティ」の周りにある3つのエリア「フリーダム諸島」「時計仕掛けの街」「神経経路」を探索し、3体の悪夢「病魔」「クモの女王」「喪失魔」を倒すことが本作の目的となる。エリアをクリアするごとに新たなエリアへ行けるようになる。
フィールドは斜め見下ろし視点で描写されている。フィールド上には、乗ると上下するリフトや前方に風を送る風車など様々な仕掛けがある。そのままでは作動しない仕掛けは、別の場所にあるバッテリーや操作ハンドルなどを手に入れて装着する必要がある。
ダスティーのアクションとして、序盤で手に入る剣による攻撃と素早い前転を行う。剣は力を溜めた後に周囲を強力に攻撃できるほか、剣で叩くことで作動する仕掛けも存在する。
ゲームの本筋とは別の収集要素として、誰かの「記憶」の断片が存在する。この「記憶」は、フィールド上の取りづらい場所にある場合や各所にある家の住人の悩みを解消することで手に入る場合などがある。大脳シティで「記憶」の内容を閲覧することができる。

## 開発
Bedtime Digital Gamesは開発第1作目となるアクションパズルゲーム『Back to Bed』で賞を受賞したが、その際に、同様のスタイルのゲームを今後も続けるのかと尋ねられていた。『Back to Bed』は夢の中の世界を舞台としていたことから、プロジェクトリーダーのJonas Byrresenは「もっと深く行けばどうだろう」と自問し、夢が生まれる潜在意識の世界を舞台とすることにした。また、『Back to Bed』のプレイヤーの意見を踏まえ、型にはまったパズルゲームではなく、ストーリーを介して世界を探索するという形式をとった。
本作は音楽がテーマの一つとなっており、ダスティーのアクションがBGMに影響を与えることがあるほか、要所で登場するボスキャラクターたちはミュージカル作品のように歌を歌いながら攻撃を仕掛けてくる。オーディオディレクターを務めたNiels Højgaard Sørensenは、サウンドデザイナーとゲームデザイナーの経験に加えStöj Snak名義でシンガーソングライターとしても活動しており、開発に参加する際、ゲーム内の世界の動きをリズムと結び付けること、およびボスたちに楽曲を持たせることを提案した。その後、Sørensenが実験的に最初のボス「病魔」の歌を作成したところ、詳細な説明をしつつキャラクターの印象付けにも繋がっておりうまく機能しているとして開発メンバーに好意的に受け入れられ採用に至った。

## 受賞
| 年   | 賞                                             | 部門                                                       | 結果       | 出典   |
| ---- | ---------------------------------------------- | ---------------------------------------------------------- | ---------- | ------ |
| 2016 | Nordic Game 2016 Indie Sensation Award         | -                                                          | ノミネート | [ 14 ] |
| 2016 | Game Connection Europe 2016 Development Awards | Best Console / PC Hardcore                                 | ノミネート | [ 15 ] |
| 2016 | Game Connection Europe 2016 Development Awards | Best Hardcore Game                                         | ノミネート | [ 15 ] |
| 2017 | Indie Prize Berlin 2017                        | Best Game Art                                              | 受賞       | [ 16 ] |
| 2017 | BIG Festival 2017                              | Best Game                                                  | ノミネート | [ 17 ] |
| 2017 | BIG Festival 2017                              | Best Art                                                   | ノミネート | [ 17 ] |
| 2017 | BIG Festival 2017                              | Best Narrative                                             | 受賞       | [ 17 ] |
| 2017 | MomoCon 2017 Indie Game Awards Showcase        | -                                                          | ノミネート | [ 18 ] |
| 2017 | AzPlay 2017                                    | Premio mejor sonido–música （最優秀サウンド-ミュージック） | 受賞       | [ 19 ] |
| 2018 | Ludicious 2018                                 | Innovation in Game                                         | ノミネート | [ 20 ] |
| 2018 | Spilprisen 2018                                | Best Audio                                                 | ノミネート | [ 21 ] |
| 2018 | Spilprisen 2018                                | Best Visuals                                               | ノミネート | [ 21 ] |
| 2018 | Spilprisen 2018                                | Game of the Year                                           | ノミネート | [ 21 ] |
| 2018 | 2018 Nordic Game Awards                        | Best Audio                                                 | ノミネート | [ 22 ] |